# Stade Al-Janoub
Le Stade Al-Janoub (en arabe : ملعب الجنوب), anciennement appelé Stade d'Al-Wakrah (en arabe : ملعب الوكرة), est l'un des douze stades qui accueille la coupe du monde de football FIFA 2022 au Qatar. Il est situé dans la ville d'Al Wakrah. Il a été inauguré le 16 mai 2019.

## Architecture et aménagement du territoire
Le stade a été conçu par le cabinet Zaha Hadid en coopération avec Aecom Technology et le groupe BESIX Contracting. Sa capacité est de 45 120 spectateurs. Son coût estimé est de 587 millions d’euros.

## Historique
Le 16 mai 2019, le stade est inauguré à l’occasion de la finale de la Coupe de l’Emir 2019.

## Matchs de compétitions internationales
Coupe du monde de football 2022
| Date             | Tour               | Équipe 1  | Score         | Équipe 2  | Spectateurs |
| ---------------- | ------------------ | --------- | ------------- | --------- | ----------- |
| 22 novembre 2022 | Groupe D           | France    | 4 - 1         | Australie | 40 875      |
| 24 novembre 2022 | Groupe G           | Suisse    | 1 - 0         | Cameroun  | 39 089      |
| 26 novembre 2022 | Groupe D           | Tunisie   | 0 - 1         | Australie | 41 823      |
| 28 novembre 2022 | Groupe G           | Cameroun  | 3 - 3         | Serbie    | 39 789      |
| 30 novembre 2022 | Groupe D           | Australie | 1 - 0         | Danemark  | 41 232      |
| 2 décembre 2022  | Groupe H           | Ghana     | 0 - 2         | Uruguay   | 43 443      |
| 5 décembre 2022  | Huitième de finale | Japon     | 1 - 1 (1 - 3) | Croatie   | 42 523      |

## Événements
- Coupe arabe de la FIFA 2021
- Coupe du monde de football 2022